# Гай Атилий Булб
Гай Атилий Булб (на латински: Caius Atilius Bulbus) e политик на Римската република през 3 век пр.н.е.
През 245 пр.н.е. той е избран за консул заедно с Марк Фабий Бутеон. През 235 пр.н.е. е за втори път консул. Негов колега е Тит Манлий Торкват, който нарежда затварянето на вратите на храма на Янус в Рим, знак за това, че в цялото царство е мир.
През 234 пр.н.е. той е цензор заедно с Авъл Постумий Албин. Тази година има безуспешни бунтове против Рим в Лигурия, Корсика и Сардиния.